# Shanga
Shanga è una città della Repubblica Federale della Nigeria appartenente allo Stato di Kebbi. È capoluogo dell'omonima area a governo locale (local government area) che si estende su una superficie di 1.642 km² e conta una popolazione di 127.146 abitanti.